# Улица Менжинского (Москва)
Улица Менжи́нского — улица на северо-востоке Москвы в Бабушкинском и Лосиноостровском районах Северо-Восточного административного округа между проездом Дежнёва и Анадырским проездом. Одна из важнейших улиц Бабушкинского района. Названа в 1965 году в честь советского политического деятеля Вячеслава Рудольфовича Менжинского, одного из организаторов и руководителей ВЧК—ОГПУ.

## Расположение

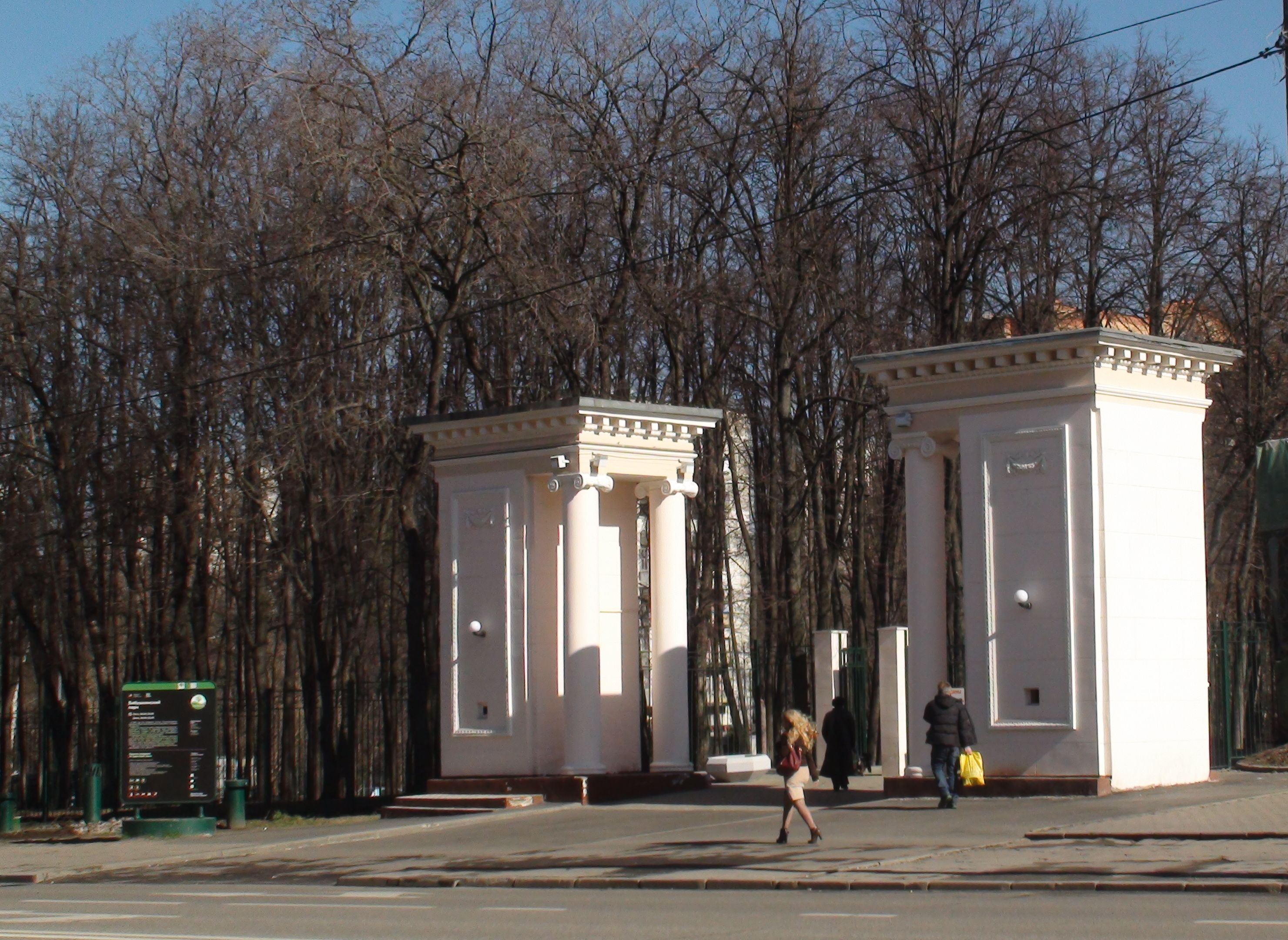
Улица Менжинского. Вход в Бабушкинский парк

Улица Менжинского проходит с юго-востока на северо-запад. Начинается от Анадырского проезда, затем пересекает улицу Коминтерна, Янтарный проезд, Изумрудную улицу, улицу Лётчика Бабушкина и Енисейскую улицу. На пересечении с Енисейской улицей находится станция метро Бабушкинская. Далее улица Менжинского пересекает Олонецкий проезд, реку Яуза по 1-му Медведковскому мосту и переходит в проезд Дежнёва.

## Учреждения и организации
- Дом 3 — «Стройтрансресурс»;
- Дом 6 — кинотеатр «Арктика»;

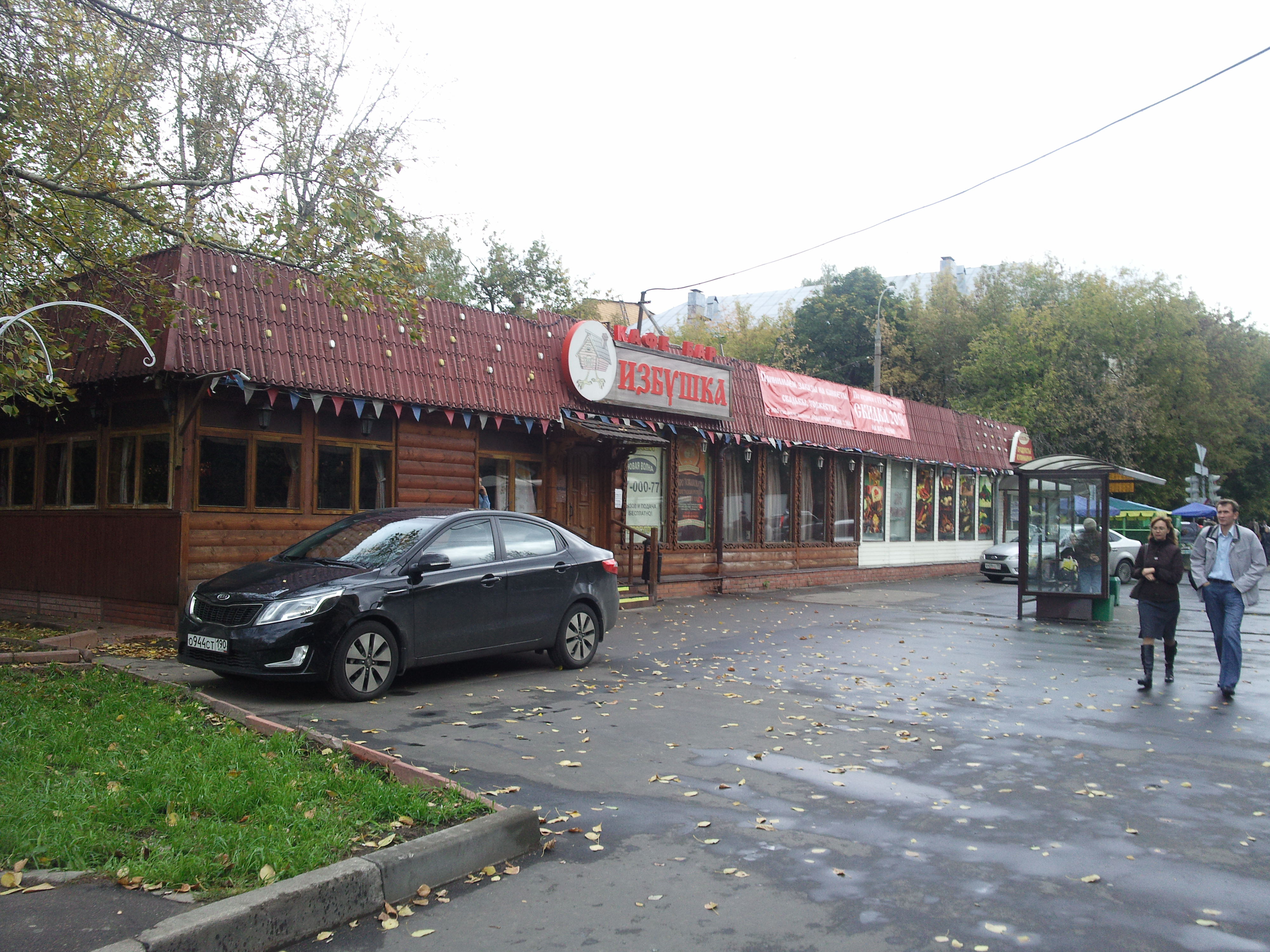
Кафе на ул. Менжинского

- Дом 5 — отделение связи № 327-И-129327;
- Дом 9 — «Спецгортранс»; фотостудия;
- Дом 15, корпус 1 — пельменная «Северянин»;
- Дом 15, корпус 2 — отделение Инком-Недвижимость;
- Дом 21, корпус 2 — детский сад № 1120;
- Дом 26, корпус 2 — библиотека СВАО № 218;
- Дом 29 — «Жилстройэксплуатация»;
- Дом 30, строение 1 — кафе «Избушка» (снесено в 2015);
- Дом 30 — школа № 1095 (СП-5) (ранее школа № 757);
- Дом 23 — Управление ЗАГС, Бабушкинский отдел; «Дикси»;
- Дом 27 — супермаркет «Седьмой Континент», магазин «Эльдорадо»;
- Дом 38, корпус 2 — детская поликлиника СВАО № 110, окружной молочно-раздаточный пункт;
- Дом 38, корпус 2, строение 2 — магазины «Техносила», «Детский мир», «Шатура».

## Общественный транспорт

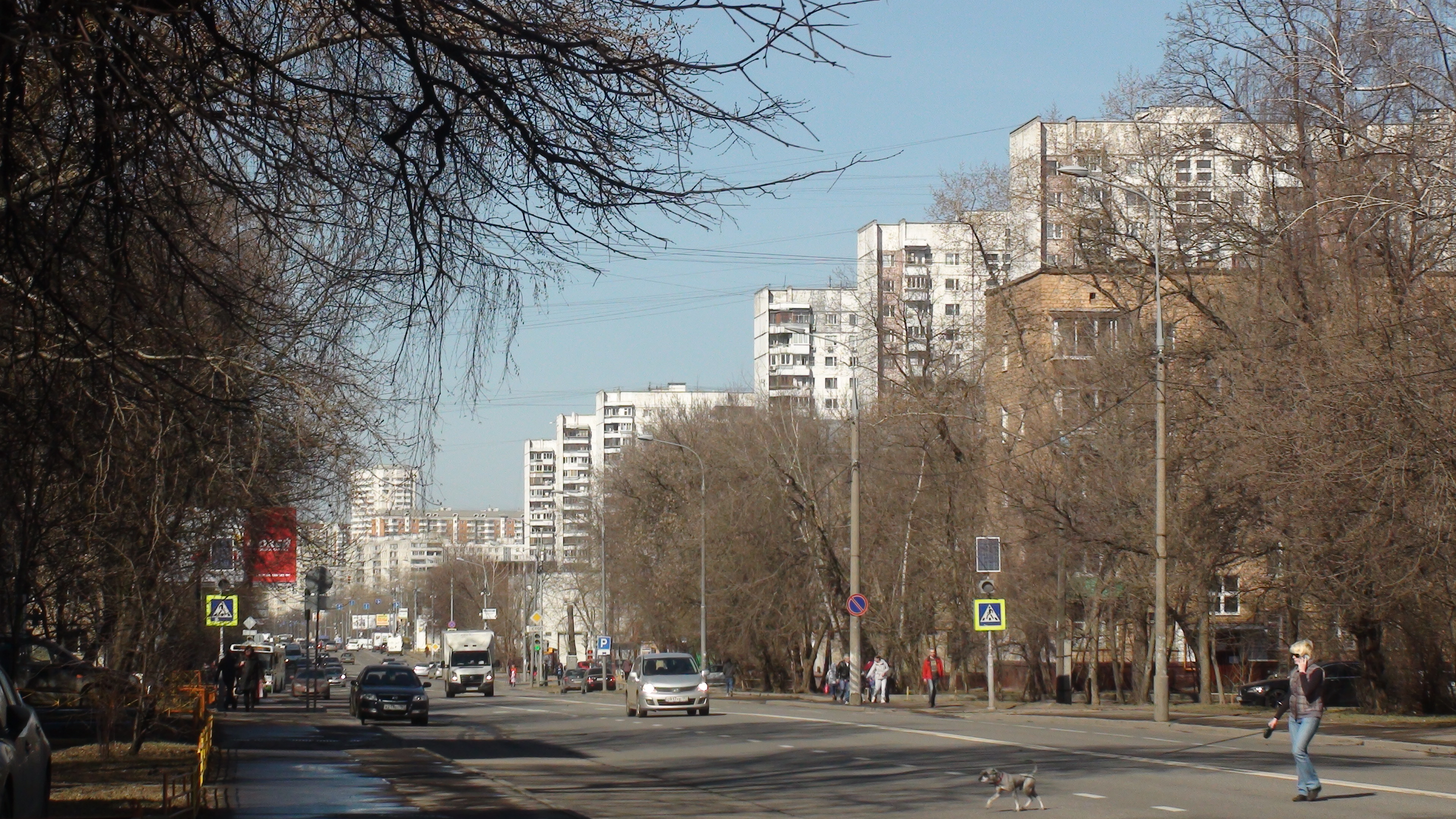
Ул. Менжинского

На улице расположена станция метро  Бабушкинская.
По улице проходят маршруты автобусов (данные на 28 ноября 2024 года):
| м54:  | Верхние Лихоборы • Отрадное • Бабушкинская • Станция Лосиноостровская |
| 124:  | Микрорайон 4 «Д» Отрадного • Отрадное • Бабушкинская • Станция Лосиноостровская |
| 181:  | Осташковская улица • Медведково • Бабушкинская • Платформа Лось |
| 183:  | Платформа Лось • Институт пути |
| 238:  | Окружная • Владыкино • Отрадное • Бабушкинская • Станция Лосиноостровская |
| 238к: | Микрорайон 4 «Д» Отрадного • Отрадное • Бабушкинская • Станция Лосиноостровская |
| 346:  | Платформа Лось • Бабушкинская • Проезд Шокальского |
| 349:  | Осташковская улица • Бабушкинская • Чукотский проезд |
| 393:  | Осташковская улица • Медведково • Бабушкинская • Ясный проезд |
| 601:  | Абрамцевская улица • Алтуфьево • Медведково • Станция Лосиноостровская |
| 605:  | Юрловский проезд • Отрадное • Бабушкинская • Платформа Лось |
| 649:  | Осташковская улица • Бабушкинская • Ясный проезд |
| 696:  | Осташковская улица • Медведково • Бабушкинская • Платформа Лось |
| 928:  | Грачёвская • Марк (→) • Лианозово • Алтуфьево • Бабушкинская • Станция Лосиноостровская |
| н6:   | Осташковская улица • Медведково • Бабушкинская • Свиблово • Ботанический сад • ВДНХ • Улица Академика Королёва • Марьина Роща • Достоевская • Цветной бульвар • Трубная • Театральная площадь • Лубянка • Китай-город |
| с15:  | Платформа Лось • Бабушкинская • Медведково • Малыгинский проезд |

«→» — остановки проходятся только при движении в прямом направлении; «←» — остановки проходятся только при движении в обратном направлении.
По улице проходит 1 маршрут трамвая (данные на 30 июля 2019 года):
| 17: | Медведково • Бабушкинская • Ростокино • Выставочный центр • Улица Академика Королёва • Останкино |

«→» — остановки проходятся только при движении в прямом направлении; «←» — остановки проходятся только при движении в обратном направлении.